# Arend Hendrik Steven Stemerding
Arend Hendrik Steven Stemerding (Pernis, 15 december 1893 – Voorburg, 31 juli 1962) was een Nederlands politicus van de CHU.
Hij werd geboren als zoon van Steven Stemerding (1867-1949) en Antje Cornelia Kruidenier (1863-1942). Zijn vader was directeur van de Koningin Wilhelmina Kweekschool in Rotterdam en A.H.S. Stemerding heeft hij daar een opleiding gevolgd waarna hij werkzaam was in het onderwijs. Daarna werd hij directeur van een drukkerij en uitgeverij. In 1931 kwam hij in de Rotterdamse gemeenteraad waar hij ook wethouder is geweest. Stemerding werd in 1937 de burgemeester van Oost- en West-Souburg. Daarnaast was hij vanaf 1939 jarenlang lid van de Provinciale Staten van Zeeland. Hij werd in mei 1944 als burgemeester ontslagen maar eind 1944 werd Walcheren bevrijd en kon hij zijn functie hervatten. Vanaf 1950 was hij enige tijd buitengewoon lid van de Gedeputeerden Staten van Zeeland. Met ingang van 1 januari 1959 werd hem vanwege het bereiken van de pensioengerechtigde leeftijd ontslag verleend als burgemeester maar hij bleef nog bijna drie jaar aan als waarnemend burgemeester. Ruim een half jaar later overleed hij op 68-jarige leeftijd.